# Tera Wray
Tera Wray (Louisville, 14 aprile 1982 – Joshua Tree, 13 gennaio 2016) è stata un'attrice pornografica statunitense.

## Biografia
Iniziò a lavorare come cameriera nel ristorante Hooters, prima di fare un provino con la casa produttrice pornografica Pleasure Productions, con cui firmò un contratto nell'estate 2006.
La sua prima scena di sesso è con Lee Stone in Naughty Auditions, che però fu il secondo suo film ad essere pubblicato, mentre il primo fu Sweet Smokin' Hotties uscito l'8 marzo 2007. La sua prima scena di sesso lesbico è stata invece con Nicki Hunter.
Il suo nome d'arte deriva dal suo vero nome, Tera, e il secondo nome della sua miglior amica, Wray.
Appariva spesso in film del genere alt-porn, e nel film Tattooed & Tight si è esibita in una scena di sesso hardcore mentre il suo partner veniva tatuato.
Il 10 gennaio 2008 si è sposata con il leader della industrial metal band Static-X, Wayne Static, conosciuto durante la Ozzfest 2007. Ha anche condotto una trasmissione radiofonica a metà tra il porno e la musica metal.
È morta suicida nel 2016 all'età di 33 anni.

## Filmografia
- 19 Year Old Cuties POV 2 (2007)
- 19 Year Old Cuties POV 3 (2007)
- Asseaters Unanimous 15 (2007)
- Cone Alone (2007)
- Desperate Housewives Confessions (2007)
- For Once a Whore and Ever a Whore (2007)
- House of Ass 5 (2007)
- Impassioned (2007)
- Maya Hills is the Runaway Brat (2007)
- Naughty Auditions (2007)
- Punkd Ur Ass 1 (2007)
- Punkd Ur Ass 2 (2007)
- Radium 1 (2007)
- Sweet Smokin' Hotties (2007)
- Tattooed and Tight 1 (2007)
- Tattooed and Tight 2 (2007)
- Tera Wray is the Runaway Brat (2007)
- All Holes No Poles 1 (2008)
- Orifice (2008)
- Radium 2 (2008)
- Strap-On Sally 23 (2008)
- Tattooed and Tight 3 (2008)
- There Will Be Cum 6 (2009)
- Passionate Pleasures (2011)
- Pussy Smashin (2013)
- Lesbian Slut Fest (2014)

## Riconoscimenti
- 2007 – F.A.M.E. Awards nomination – Favorite Female Rookie[8]
- 2008 – AVN Award nomination – Best New Starlet
- 2008 – AVN Award nomination – Most Outrageous Sex Scene – Tattooed & Tight (with Mark Zane)[9]
- 2008 – XBIZ Award nomination – New Starlet of the Year[10]